# Puck (Shakespeare)

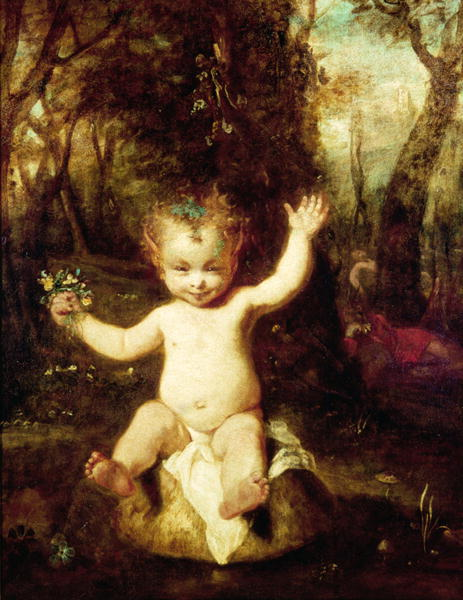
Puck, de Joshua Reynolds.

Puck, también conocido como Robín el Bueno (en inglés, Robin Goodfellow), es un personaje en la comedia Sueño de una noche de verano, de William Shakespeare.
Basado en el Puck de la mitología inglesa, Puck es un travieso hada, duende o bufón. Es el primero de los personajes de hadas principales en aparecer, e influye significativamente en los acontecimientos de la obra. Se deleita haciendo bromas como la de sustituir la cabeza de Bottom por la de un asno.

## En la obra
Es un hada que sirve a Oberón. Admite abiertamente ser "un pícaro y bellaco duendecillo," un "espíritu bribón y travieso." Es enviado por Oberón a conseguir una flor mágica capaz de despertar un profundo enamoramiento sobre lo primero que vea al abrir los ojos, a aquel que sufre sus efectos. Las órdenes dadas por su amo indicaban que este duende debía verter el jugo de dicha planta sobre los ojos de un joven "con atavíos atenienses". Puck erróneamente le aplica el encanto al durmiente Lisandro.  A su vez, le coloca una cabeza de burro a Nick Bottom (Nick Telares en algunas versiones), uno de los artesanos del pueblo que estaban preparando una obra para el Rey. Por supuesto, disfruta de la confusión generada por sus fechorías. 
Más tarde, su amo Oberón le ordena producir una oscura niebla y guiar a los amantes rivales imitando sus voces, para luego poder aplicar un contra-hechizo en los ojos de Lisandro. No obstante, al final de la obra da un monólogo disculpándose por sus acciones. Es Puck quien recita los versos finales de la obra.

## Nombre del personaje
Los textos originales de las obras de Shakespeare no tienen listas de personajes y no siempre son consistentes respecto a los nombres de los personajes. El caso de Puck es especialmente particular. Tanto el Quarto como el First Folio llaman al personaje "Robin Goodfellow" (en español, Robín el Bueno) cuando aparece, pero "Puck" más tarde en la misma escena, y mantienen tal uso inconsistente. La colección Arden Shakespeare llama al personaje "Puck", y corrige todas las indicaciones escénicas (si bien no el diálogo) que se refieren al personaje como "Robín" o "Robin Goodfellow".